# К'яра Чівелло
К'яра Чівелло (італ. Chiara Civello; нар. 15 червня 1975 року, Рим, Італія) — італійська співачка. Закінчила Музичний коледж Берклі у 1998 році.

## Дискографія
- 2005 — Last Quarter Moon
- 2007 — The Space Between
- 2010 — 7752
- 2012 — Al Posto del Mondo
- 2014 — Canzoni